# ブロックチェーンフォン
ブロックチェーンフォン（英: Blockchainphone）は、ブロックチェーン技術を利用したスマートフォンまたは携帯電話の一種。
別称、略称として「ブロックチェーンスマートフォン」「ブロックチェーンスマホ」がある。

## 概要
種類として、スマートフォンとして携帯機器用OS (モバイルオペレーティングシステム)を備えているものから、独自の携帯機器用OS (モバイルオペレーティングシステム)を備えているもの、もしくはそのハイブリッドOSモデルが存在する。
2018年5月、世界で初めてブロックチェーン技術を搭載したスマートフォン「Exodus 1」がHTCより発表される。ブロックチェーンフォンとしては、仮想通貨（暗号資産）の管理を目的としたハードウェアウォレット機能を備えている。同様の仮想通貨（暗号資産）を管理を目的としたブロックチェーンフォンは、2019年1月にSirin Labsより「FINNEY」が発売している。
2018年10月、ブロックチェーンOSを備え、ブロックチェーン通話、ブロックチェーンメールや、ブロックチェーンによるファイルストレージを始めとした、全機能がブロックチェーン技術で動作するタイプである、世界初のフルブロックチェーンフォン「Blok on Blok (BOB)」（コードネーム「XPhone」）がPundi X Labsから発表される。2019年11月、世界的電子見本市であるコンシューマー・エレクトロニクス・ショー CESにて、実際にブロックチェーンをフル機能として利用しているという理由で、真の世界初のブロックチェーンスマートフォンであると評価受賞をした。

## 分類

### ウォレットタイプ
利便性と安全性を追求し、仮想通貨の資産管理や保護する為、携帯電話やスマートフォンに安全なウォレット機能を搭載しているタイプ。
- HTC Exodus 1
- Sirin Labs FINNEY
- Samsung Galaxy S10シリーズ（S10e、S10、S10+、S10 G5 ＊国外モデル）
- Samsung Galaxy Fold（予定）
- Huobi Acute Angle

### ユースタイプ
ブロックチェーン技術そのものを使用し、ブロックチェーンを利用したOSやアプリケーションなどを実装しているタイプ。
- Pundi X Labs Blok On Blok ; BOB (XPhone / FunctionX)

## 比較

### HTC
HTCの「Exodus 1」は、Android搭載のスマートフォンであり、Zionという独自の仮想通貨ハードウェアウォレット機能を有しており、Zionは、OSの記憶領域とは切り離された「セキュアエンクレーブ」と呼ばれる記憶領域で仮想通貨の資産を管理できる。また、万が一の紛失などに備え、信頼できる家族、友人にアクセスの鍵を預託できる「ソーシャルキーリカバリー」という機能がある。

### Sirin Labs
Sirin Labsの「FINNEY」では、2016年に発売した軍事レベルのサイバーセキュリティー技術を実装した「Solarin」の技術を応用し、資産管理部を物理的に切り離して保護している。独自OS「SIRIN OS」はAndroid 8.1がベースとなっている。また、資産管理を容易にするサブディスプレイの機構も備える。デバイスの製造は台湾・鴻海グループのFoxconn傘下のFIH Mobileが担当している。

### Samsung
2019年3月（日本では同年5月）発売のGalaxy S10シリーズにウォレット機能「Samsung Blockchain Wallet」を搭載。「Blockchain Keystore」と言われる秘密鍵用のストレージ機能がある。また、2019年7月よりPundi X labs社のXWalletに対応した為、資産管理が相互に可能であり、Pundi Xペイメント機能も使用できる。

### Huobi
2019年9月5日、同社のHuobi Primeプロジェクトの一つとしてAcute Angleを中国より順次発売すると発表。Huobi PrimeとWhole Network（NODE）との関連する利用になり、同機を利用すれば、Huobi Globalでのトークンの操作、及びトークン購入に優遇を受けられる機能がある。

### Pundi X Labs
Pundi X Labsは、独自OS「FunctionX」のOSを備えたコードネーム「XPhone」を開発。同機はAndroid 9とのハイブリッドOSを採用しており、1秒程度でOSを切り替えることが可能になっている。また、従来のAndroidの機能も有しており、ブロックチェーンOSとの共存を実現している。「FunctionX」の最大の利点は、ブロックチェーン技術による分散化にある。これにより、管理通信局やサーバーなどを介さず、機種同士での暗号通話が可能。インフラの一部が完全に管理から切り離されている。
ストレージは、ウェブサーバーの様にも機能し、HTTPの代わりにFXTPというプロトコルを開発し実装している。ブロックチェーン上のIPFSを利用し、ウェブサーバーが不要なウェブサービスの実現を可能にしている。また、完全な分散型であり、同社を失ってもノードである機種が存在する限り通信通話が可能であるのも特徴。
2019年8月9日、正式に製品名を「Blok On Blok」通称「BOB」と発表。日本では、2019年12月15日よりCAMPFIREにて先行発売開始。
2020年1月6日、コンシューマー・エレクトロニクス・ショーCES 2020「INNOVATION AWARDS」を受賞。 

## 世界初のブロックチェーンフォン
ブロックチェーンフォンを世界で初めて伝えたのはHTCの「Exodus 1」になる。
その後、Pundi X Labsが2018年10月10日インドネシアバリで行われたXBlockchainにて「XPhone」（コードネーム）を発表し、同イベントにて、ブロックチェーンでの通話、メッセージ、ストレージ機能などを実際に実演し、世界初のブロックチェーン技術を使用した試みを成功させている。ブロックチェーン通話に電話番号は使用せずに発信を行う。ブロックチェーン技術を電話や通信に利用しているということから、電話として世界初のブロックチェーンフォン、または世界初のブロックチェーン通話が可能なブロックチェーンスマートフォンとメディアは報じている。

## 関連ページ
- HTC Exodus 1
- Sirin Labs
- Huobi Acute Angle
- Pundi X Labs Function X
- HTC（wikipedia）
- Samsung（wikipedia）
- Pundi X（wikipedia）

## 引用
1. ↑  “Blok On Blok (BOB): Own your Data with The World's 1st Blockchain Phone/CES 2020 INNOVATION AWARD PRODUCT”.   Consumer technology association. 2019年11月21日閲覧。
2. ↑  “ブロックチェーン活用スマホ「FINNEY」、Foxconn傘下企業が製造へ”. CNET Japan (2018年4月6日). 2019年7月28日閲覧。
3. ↑  GalaxyMobile.jpのカスタマーセンターによれば、2019年8月時で日本国内キャリアのS10シリーズは、非対応とのこと。
4. ↑  “SamsungのGalaxy S10上でPundi Xのウォレットが利用可能に”. CRYPTO TIMES (2019年8月1日). 2019年9月11日閲覧。
5. ↑  “GalaxyS10の「Samsung Blockchain Wallet」、プンディエックスの「X Wallet」と統合へ” (jp). The Nodist. 2019年9月11日閲覧。
6. ↑  “Huobi Prime: Whole Network Introduction” (英語). Help Center. 2019年9月11日閲覧。
7. ↑  “Huobi Prime launches Whole Network (NODE) on September 11” (英語). Help Center. 2019年9月11日閲覧。
8. ↑  Nanna, Pundi X. Japan (2019年8月10日). “世界に向けての準備: 初のフルブロックチェーンフォン”. Medium. 2024年2月5日閲覧。
9. ↑  De, Nikhilesh (2019年3月5日). “アンドロイドとブロックチェーンモードを行き来できる、プンディXの新型スマートフォン | CoinDesk Japan | コインデスク・ジャパン”. CoinDesk Japan. 2019年7月28日閲覧。
10. ↑  Jan 2019, Sascha Segan 8 (2019年1月7日). “Pundi X's Blockchain Phone Goes Beyond Crypto” (英語). PCMag Australia. 2019年7月28日閲覧。
11. ↑  “MWCで見つけた安心＆イケてるブロックチェーン・スマホ”. マイナビニュース (2019年3月1日). 2019年7月28日閲覧。
12. ↑  “إطلاق أول هاتف محمول مبني على تقنية البلوكتشين .. اعرف التفاصيل” (アラビア語). عرب فوليو - اخبار البتكوين (2019年3月6日). 2019年7月28日閲覧。
13. ↑  “Pundi XがXPhoneを発売、ブロックチェーンを使って世界最速の電話通話を達成｜仮想通貨ニュースと速報-コイン東京(cointokyo)”. cointyo.jp. 2019年7月28日閲覧。
14. ↑  “携帯電話社の入らない「ブロックチェーン・スマホ」が登場”. ファイナンシャルニュースジャパン (2018年10月11日). 2019年7月28日閲覧。
15. ↑  Mbogo, Angeline (2019年7月19日). “Pundi X Unveils New Blockchain Phone ‘XPhone’ in Kigali” (英語). BitcoinAfrica.io. 2019年7月28日閲覧。